# Steven McKnight
Steven Lanier McKnight (* 1949) ist ein US-amerikanischer Biochemiker und Molekularbiologe. Er ist vor allem für seine Arbeiten zu den Systemen bekannt, mit denen Zellen und Gewebe auf eine kritische Sauerstoffversorgung reagieren.

## Leben und Wirken
McKnight erwarb 1974 an der University of Texas at Austin mit der Note summa cum laude einen Bachelor in Biologie und 1977 an der University of Virginia einen PhD, ebenfalls in Biologie. Von 1977 bis 1992 war er Forschungsmitarbeiter an der Carnegie Institution of Washington in Washington, D.C., unterbrochen von einer Tätigkeit 1981 bis 1983 am Fred Hutchinson Cancer Research Center in Seattle, Washington. Von 1988 bis 1992 forschte er zusätzlich für das Howard Hughes Medical Institute. Zwischen 1991 und 1996 war er Forschungsdirektor bei dem von ihm mitgegründeten Unternehmen Tularik Inc., das 2004 an Amgen verkauft wurde. Seit 1996 ist McKnight Professor und Lehrstuhlinhaber für Biochemie am University of Texas Southwestern Medical Center in Dallas.
McKnight befasst sich mit der Regulation der Genexpression. Er konnte insbesondere zur Klärung beitragen, wie der hypoxie-induzierte Faktor (HIF) über die Sauerstoffversorgung reguliert wird.

## Auszeichnungen (Auswahl)
- 1989 Eli Lilly and Company-Elanco Research Award[1]
- 1991 Monsanto Award der National Academy of Sciences[2]
- 1992 Mitglied der National Academy of Sciences[3]
- 1992 Mitglied der American Academy of Arts and Sciences[4]
- 2007 Fellow der American Association for the Advancement of Science
- 2014 Wiley Prize in Biomedical Sciences[5]
- 2020 Welch Award in Chemistry[6]